# Série de championnat de la Ligue nationale de baseball 1970
La Série de championnat de la Ligue nationale de baseball 1970 était la série finale de la Ligue nationale de baseball, dont l'issue a déterminé le représentant de cette ligue à la Série mondiale 1970, la grande finale des Ligues majeures.
Cette série trois de cinq débute le samedi 3 octobre 1970 et se termine le lundi 5 octobre par une victoire des Reds de Cincinnati, trois matchs à zéro sur les Pirates de Pittsburgh.

## Équipes en présence
Les Reds de Cincinnati remportent en 1970 le championnat de la division Ouest de la Ligue nationale avec 102 victoires contre 60 défaites en saison régulière. Ils dominent largement leur division et terminent 14 parties et demi devant leurs plus proches poursuivants, les Dodgers de Los Angeles. Les Reds font une présence en matchs d'après-saison pour la première fois depuis leur défaite en Série mondiale 1961 et connaissent leur première saison de 100 victoires depuis 1940. Ils comptent sur le receveur étoile Johnny Bench, nommé joueur par excellence de la saison 1970 dans la Ligue nationale grâce notamment à ses 45 circuits et ses 148 points produits, deux sommets du baseball majeur cette saison-là. Pete Rose mène quant à lui les majeures avec 205 coups sûrs. C'est le début d'une ère productive pour Cincinnati, qui participe, à partir de 1970, six fois en dix ans aux éliminatoires, jouant quatre fois en Série mondiale et remportant deux titres de champions du monde.
Avec un dossier victoires-défaites de 89-73, les Pirates de Pittsburgh décrochent le titre de la division Est, cinq matchs devant les Cubs de Chicago. Pour Pittsburgh aussi c'est la première présence en séries éliminatoires en une décennie. Les Pirates n'ont pas joué aussi tard en saison depuis leur conquête de la Série mondiale 1960.

## Déroulement de la série

### Calendrier des rencontres
| Match | Date      | Visiteur              | Hôte                  | Score              |
| ----- | --------- | --------------------- | --------------------- | ------------------ |
| 1     | 3 octobre | Reds de Cincinnati    | Pirates de Pittsburgh | 3 - 0 (10 manches) |
| 2     | 4 octobre | Reds de Cincinnati    | Pirates de Pittsburgh | 3 - 1              |
| 3     | 5 octobre | Pirates de Pittsburgh | Reds de Cincinnati    | 2 - 3              |

### Match 1
Samedi 3 octobre 1970 au Three Rivers Stadium, Pittsburgh, Pennsylvanie.
| Reds de Cincinnati | 0 | 0 | 0 | 0 | 0 | 0 | 0 | 0 | 0 | 0 | 3 | 9 | 0 |
| Pirates de Pittsburgh | 0 | 0 | 0 | 0 | 0 | 0 | 0 | 0 | 0 | 0 | 0 | 8 | 0 |
| Lanceurs partants : CIN : Gary Nolan PIT : Dock Ellis Vic. : Gary Nolan (1-0) Déf. : Dock Ellis (0-1) Sauv. : Clay Carroll (1) |   |   |   |   |   |   |   |   |   |   |   |   |   |

### Match 2
Dimanche 4 octobre 1970 au Three Rivers Stadium, Pittsburgh, Pennsylvanie.
| Reds de Cincinnati | 0 | 0 | 1 | 0 | 1 | 0 | 0 | 1 | 0 | 3 | 8 | 1 |
| Pirates de Pittsburgh | 0 | 0 | 0 | 0 | 0 | 1 | 0 | 0 | 0 | 1 | 5 | 2 |
| Lanceurs partants : CIN : Jim Merritt PIT : Luke Walker Vic. : Jim Merritt (1-0) Déf. : Luke Walker (0-1) HRs : CIN : Bobby Tolan (1) |   |   |   |   |   |   |   |   |   |   |   |   |

### Match 3
Lundi 5 octobre 1970 au Riverfront Stadium, Cincinnati, Ohio.
| Pirates de Pittsburgh | 1 | 0 | 0 | 0 | 1 | 0 | 0 | 0 | 0 | 2 | 10 | 0 |
| Reds de Cincinnati | 2 | 0 | 0 | 0 | 0 | 0 | 0 | 1 | X | 3 | 5  | 0 |
| Lanceurs partants : PIT : Bob Moose CIN : Tony Cloninger Vic. : Milt Wilcox (1-0) Déf. : Bob Moose (0-1) Sauv. : Don Gullett (1) HRs: CIN : Tony Pérez (1), Johnny Bench (1) |   |   |   |   |   |   |   |   |   |   |    |   |